# Zhongdong, Guangdong
Zhongdong (kinesiska: 中垌) är en köping i sydöstra Kina. Den ligger i Huazhou i staden Maoming i provinsen Guangdong, omkring 320 kilometer sydväst om provinshuvudstaden Guangzhou. Antalet invånare är 88 193. Befolkningen består av 43 842 kvinnor och 44 351 män. Barn under 15 år utgör 33 %, vuxna 15-64 år 55 %, och äldre över 65 år 10,0 %.